# Xuân Quế
Xuân Quế là một xã thuộc tỉnh Đồng Nai, Việt Nam.

## Địa lý
Xã Xuân Quế có diện tích 47 km², dân số năm 2021 là 10349 người, mật độ dân số đạt 200người/km².

## Hành chính
Xã Xuân Quế được chia thành 4 ấp: 1, 2, 57, Suối Râm.

## Lịch sử
Xuân quế ngày xưa được gọi là vùng Cà Rạ, là vùng sinh sống của người dân tộc Chơ-ro. Cà theo tiếng người bản địa có nghĩa là Đứa con trai, như cách gọi tương tự: Thằng trong tiếng Việt. Rạ là danh từ chỉ tên người. Cà Rạ có nghĩa là Thằng Rạ.
Truy nguyên nguồn gốc địa danh Cà Rạ từ các Già Làng trong thập niên 1970 kể lại: Ngày xưa, nơi đây có một cậu thiếu niên trong Sók chết. Người dân chôn cất cậu cạnh Sók của mình. Vài năm sau, theo tập quán Du canh du cư toàn bộ Phum- Sók dời đi nơi khác. Để phân biệt vùng hay địa điểm nên người dân Chơ-ro gọi nơi đây là "Cà Rạ", hiểu theo người Kinh là "chỗ hay nơi Thằng Rạ".
Cuối những năm 1920. Nơi này là một đồn điền trồng mía tại khu vực ngoài lô Cao su A 18 ngày nay vẫn còn tàn tích của Lò nấu mía đường ngày trước. Ông chủ đồn điền tên Quế nên gọi theo tên này thành địa danh. Nhưng cũng có một lý giải nguồn gốc địa danh khác về ông Quế. Thật sự ông chủ Đồn điền là một người Pháp có vợ Việt, do tên Pháp